# 허영모
허영모(許永模, 1965년 4월 21일~2019년 3월 9일)는 대한민국의 권투 선수, 체육 교사이다. 1984년 하계 올림픽에 참가했으며 1982년 아시안 게임에서 금메달을 획득했다.

## 생애
전라남도 순천 출신이다. 중학교 2학년 때 맹호체육관에서 운동을 시작했다. 순천금당고등학교 재학 중인 1981년, 몬트리올 월드컵 복싱대회에서 은메달을 차지했고1982년 인도네시아 대통령배에서 우승했다. 1984년 LA 올림픽 8강에서 탈락했다. 문성길과 라이벌전으로 유명하다. 1988년 서울올림픽 선발전 탈락 후 은퇴하고, 1989년부터 체육 교사를 시작하여 여수 여도중학교 체육 교사로 활동했다.
약 30년간 여도중 체육교사로 교육에 헌신하던 그는 2018년 10월 말 위암 말기를 판정 받아 6개월 간의 투병끝에 2019년 3월 9일 세상을 떠났다.